# Ruhestand
Ruhestand bezeichnet den Zustand, in dem sich eine Person nach dem Ende der Lebensarbeitszeit befindet. Dieser Status wird durch das Ausscheiden aus dem Arbeitsleben insbesondere im Alter erlangt und kann im Ehren- oder Berufstitel mit der Abkürzung i. R. („im Ruhestand“) versehen werden.
Der Ruhestand geht bei Arbeitnehmern bei Erfüllung einer entsprechenden Anwartschaft mit dem Erstbezug der Rente aus der Gesetzlichen Rentenversicherung einher und bezeichnet den letzten Lebensabschnitt des ehemaligen Arbeitnehmers. Beamte erhalten am Ende ihres Berufslebens bei Vorliegen der Voraussetzungen für einen Eintritt in den Ruhestand (Pensionierung) eine Pension. Selbständige treten dann in den Ruhestand, wenn sie in „ihrem“ Betrieb (sofern dieser nach dem Ausscheiden seines Inhabers bestehen bleibt) keine Leitungsfunktionen mehr wahrnehmen und anschließend nicht anderweitig erwerbstätig sind.
Die Ausübung einer geringfügigen Beschäftigung bewirkt nicht, dass jemand, der in den Ruhestand getreten ist, den Status eines Ruheständlers verliert.
Bei einem Professor ist zwischen Pensionierung und Emeritierung zu unterscheiden.

## Regulärer Ruhestand bei Arbeitnehmern und Beamten
Der Ruhestand begann in Deutschland bis 2011 mit dem Monat, der der Vollendung des 65. Lebensjahres folgt. Seit dem Jahr 2012 müssen die Angehörigen jedes Neurentner-Jahrgangs zunächst einen Monat, ab dem Geburtsjahrgang 1959 zwei Monate länger im Erwerbsleben verbleiben als die ein Jahr Älteren, wenn sie das volle Altersruhegeld beziehen wollen. Ab dem Jahr 2029 wird das Rentenalter mit dem vollendeten 67. Lebensjahr beginnen. Von dieser Regelung sind die 1964 und später Geborenen betroffen. Die Regelung für Empfänger von Leistungen der Deutschen Rentenversicherung wird auch auf die meisten deutschen Beamten angewendet. In Österreich gelten ähnliche Beschlüsse, während es in der Schweiz ein flexibles Rentenalter gibt.
Renten- und Pensionszahlungen, auf die in Deutschland eine Anwartschaft erworben wurde, werden in der Regel auch ins Ausland überwiesen, wenn die Ruheständler im Ausland leben. Ähnliches gilt für Ruheständler, die den größten Teil ihres Erwerbslebens in Österreich oder in der Schweiz verbracht haben.

## Vorruhestand
Vorruhestand bezeichnet die Zeitspanne zwischen dem Beenden der Erwerbstätigkeit und dem Eintritt des gesetzlich festgelegten Renten- bzw. Pensionsalters. Eine vorzeitige Inanspruchnahme von Altersruhegeld führt in der Regel zu einer Kürzung der ausgezahlten Beträge. In Deutschland erhält jeder, der vorzeitig in Rente oder in Pension geht, bis zu seinem Tod einen Abschlag von 0,3 Prozent von den vollen Altersbezügen für jeden Monat, um den er seinen Ruhestand verlängert. Auf Senioren, die keine Transferleistungen aus der Gesetzlichen Rentenversicherung oder keine Beamtenpension erhalten, ist der Begriff Vorruhestand nicht sinnvoll anwendbar.
In Deutschland ist eine Abkehr von der seit den 1970er Jahren angewandten Praxis zu erkennen, ältere Arbeitnehmer zur Senkung der Arbeitslosenquote in den Vorruhestand zu schicken. Durch systematische Frühverrentungen sinkt der Anteil der Zahler in die Rentenkassen und erhöht sich die Zahl der Rentenempfänger. Andererseits wird die Zahl erwerbsfähiger Bezieher von Transfereinkommen in Form von Arbeitslosengeld in Zeiten hoher Arbeitslosigkeit durch eine Förderung der Frühverrentung verringert. In dem Maße, in dem in einer Volkswirtschaft die Zahl der Arbeitslosen sinkt und es schwerer fällt, in den Ruhestand tretende Arbeitnehmer zu ersetzen, wenn es zu einem Fachkräftemangel gekommen ist, verringert sich die Motivation von Arbeitgebern, Vorruhestandsregelungen zu akzeptieren.
Nachweislich steigt die Bereitschaft von hinreichend Gesunden, bis zum Erreichen des gesetzlichen Renteneintrittsalters und teilweise darüber hinaus erwerbstätig zu bleiben. Hierbei spielt die stetige Senkung des Niveaus der Zahlungen der Gesetzlichen Rentenversicherung eine Rolle. Wenn allerdings die Höhe der Alterseinkünfte keine Rolle spielen würde, dann würden nach einer 2013 durchgeführten Umfrage der GfK mehr als die Hälfte der Befragten vor dem 60. Geburtstag in den Ruhestand treten. Zu einer Erwerbstätigkeit über den 65. Geburtstag hinaus wären nur neun Prozent der Befragten bereit. Allerdings ist die Bereitschaft zum freiwilligen Verzicht auf an sich mögliche Alterseinkünfte umso geringer ausgeprägt, je niedriger diese ausfallen.

## Folgen des Eintritts in den Ruhestand
Der Übergang in den Ruhestand kann für Betroffene und Angehörige persönlich sehr einschneidend sein, insbesondere dann, wenn Ruheständler überhaupt nicht mehr erwerbstätig sind und auch keiner ehrenamtlichen Tätigkeit nachgehen. Wesentliche Ursachen für die mit dem Ende der Erwerbstätigkeit einhergehenden Veränderungen in der gewohnten Lebensführung sind: die Minderung des Einkommens, die Wandlung des Rollenverhaltens, der Verlust von Statussymbolen, das Ausbleiben von Anregungen und Erfolgserlebnissen, der Verlust kollegialer Beziehungen und der Entzug des sozialen Umfelds, in dem man einen großen Teil seiner Zeit verbracht hat. Eine frühzeitige Vorbereitung auf die Zeit nach der Erwerbstätigkeit kann eine erfolgreiche Anpassung fördern. Die Planung des Ruhestands findet eher statt, wenn eine positive Erwartungshaltung und Einstellung gegenüber dem Ruhestand besteht.

## Bewertung eines vorgegebenen festen Renteneintrittsalters
Laut zweier Urteile des Europäischen Gerichtshofs (EuGH) vom 16. Oktober 2007 und vom 12. Oktober 2010 stellt es keinen Fall von Altersdiskriminierung dar, wenn ein Arbeitnehmer gegen seinen Willen mit Erreichen der gesetzlichen Altersgrenze in den Ruhestand geschickt wird. Am 13. September 2011 entschied der EuGH allerdings, dass eine tarifvertragliche Regelung, die eine starre Altersgrenze von 60 Jahren für Piloten vorsieht, gegen die Richtlinie 2000/78/EG (PDF) verstößt.